# Флоренс (Монтана)
Флоренс (енгл. Florence) насељено је место без административног статуса у америчкој савезној држави Монтана.

## Демографија
По попису из 2010. године број становника је 765, што је 136 (-15,1%) становника мање него 2000. године.
| Група             | 2000.       | 2010.       |
| Белци             | 851 (94,5%) | 732 (95,7%) |
| Афроамериканци    | 0 (0,0%)    | 0 (0,0%)    |
| Азијати           | 1 (0,1%)    | 0 (0,0%)    |
| Хиспаноамериканци | 17 (1,9%)   | 11 (1,4%)   |
| Укупно            | 901         | 765         |